# Charles Foleÿ
Charles Foleÿ (9. ledna 1861 Paříž – 27. února 1956 Paříž) byl francouzský spisovatel a literární kritik, autor divadelních her a více než 300 populárních románů.  

## Životopis
Syn Sarah Léontine Jullienové a Antoina Édouarda Foleÿ (1820–1901), který sloužil u námořnictva jako lékař, byl cestovatel a přítel Augusta Comta, Charlese Lewise Meryona a jeho syna, rytce Charlese Meryona. Mladý Charles Foleÿ vyrůstal ve vzdělaném prostředí, byl otevřený světu a zajímal se o umění. Studoval na Lycée Condorcet a ve velmi mladém věku, povzbuzován svým otcem, publikoval své první povídky v Revue bleue.
Foleÿ poprvé veřejně vystoupil v roce 1883, kdy pro divadlo uvedl Saynètes, verše Josepha Roye a Le Dimanche d'un bureaucrate. Zatímco pokračoval v práci pro jeviště, začal kolem roku 1891 psát beletrii, zejména pro nakladatele Paula Ollendorffa a L'Illustration, a poté, kolem roku 1903, zahájil kariéru kritika pro L'Écho de Paris, přičemž projevoval větší zájem o filozofická a historická díla než o romány.
V listopadu 1901 měla v Théâtre Antoine premiéru jeho hra Au téléphone, na níž se podílel André de Lorde. V témže roce začal psát romány pro mládež v nakladatelstvích Armand Colin, Mame, Hatier. Od roku 1903 psal populární romány, které se v následujících desetiletích staly velmi hojnými. Jeho hlavními vydavateli byli Jules Tallandier, Jules Rouff, Flammarion a La Renaissance du Livre.
V roce 1938 byl Charles Foleÿ na doporučení ministerstva školství jmenován Rytířem Čestné legie. V roce 1955 vydal spolu s nakladatelstvím France Empire svou poslední knihu, historické pojednání s názvem Commandos extraordinaires, a následujícího roku zemřel ve věku 95 let. 

## Dílo

### V češtině
- Srdcový král – přeložila Em. Šustrová. Praha: Václav Kotrba, 1909
- Osudný prsten: dobrodružný román – přeložila L. Sichrovská. Praha: Edvard Beaufort, 1910
- Tajemné město: román – upravila B. H. P. Praha: Národní politika, 1911
- Propast – in 1000 nejkrásnějších novel… č.73, úvod František Sekanina,  přeložil Jaroslav Pšenička, s. 75–80. Praha: J. R. Vilímek, 1914
- Zlaté hvězdy: výbor francouzských povídek – [Vášniví rybáři. Konec přátelství: Guy de Maupassant – Ve vlaku: Charles Foley – Dohrál jsem: Maurice Montégut – Zlatý peníz: Catule Mendês – Vaše oči: Marcel Prévost – Pro krásné oči: E. Isolani] — přeložil Jan Václav z Finberka
- Nový Dekameron – přeložil Franta Štěpánek. Praha: Josef Boš, 1922
- Dvě ženy: román – přeložil Jan Sajíc. Praha: Alois Neubert, 1925